# Jan Wolf (politik SOCDEM)
Jan Wolf (* 28. července 1968 Karviná) je český politik a ekonom, v letech 2012 až 2016 a opět v letech 2020 až 2024 zastupitel Moravskoslezského kraje, od ledna 2018 primátor města Karviné (předtím v letech 2006 až 2018 náměstek primátora), člen SOCDEM.

## Život
Je vzděláním ekonom, vystudoval Ekonomickou fakultu Vysoké školy báňská – Technické univerzity Ostrava (získal titul Ing.). V letech 1994 až 2006 pracoval v bankovním sektoru na různých manažerských pozicích, naposledy jako ředitel pobočky České spořitelny v Karviné.
Jan Wolf žije ve městě Karviná, konkrétně v části Hranice. Je ženatý, má dvě děti. Mezi jeho záliby patří fotbal, tenis a cykloturistika.

## Politické působení
V komunálních volbách v roce 2006 byl zvolen jako nestraník za Českou stranu sociálné demokratickou (od roku 2023 Sociální demokracie) zastupitelem města Karviná. Následně se stal náměstkem primátora. Ve volbách v roce 2010 mandát zastupitele města obhájil, a to již jako člen ČSSD. Posléze byl opět zvolen náměstkem primátora. Ve volbách v roce 2014 obhájil jak post zastupitele města, tak náměstka primátora pro ekonomiku a investice (tentokrát přímo 1. náměstkem).
Dne 8. ledna 2018 byl zvolen primátorem města Karviná. Předchozí primátor Tomáš Hanzel totiž na svou funkci rezignoval, jelikož byl v říjnu 2017 zvolen poslancem Poslanecké sněmovny PČR a slíbil, že se jedné z funkcí vzdá.
V krajských volbách v roce 2012 byl za ČSSD zvolen zastupitelem Moravskoslezského kraje. Ve volbách v roce 2016 se mu mandát obhájit nepodařilo. Znovu byl zvolen až ve volbách v roce 2020.
V komunálních volbách v roce 2018 byl lídrem kandidátky ČSSD do Zastupitelstva města Karviné a mandát se mu podařilo obhájit. Koalici vytvořila vítězná ČSSD s druhým hnutím ANO a třetí KSČM. Dne 5. listopadu 2018 byl Wolf zvolen primátorem města Karviné i na další volební období.
V komunálních volbách v roce 2022 obhájil z pozice lídra kandidátky ČSSD mandát zastupitele města. V polovině října 2022 byl opět zvolen primátorem města, když jeho vítězná ČSSD uzavřela koalici s hnutím ANO.
V roce 2023 přišel zpravodajský portál Forum24 s informací, že je skutečným vlastníkem fotbalového klubu MFK Karviná, přičemž během zasedání městského zastupitelstva pravidelně nehlásil svůj střet zájmů, kdy se hlasovalo o udílení dotací fotbalovému klubu v řádu milionů korun.
V krajských volbách v roce 2024 obhajoval jako člen SOCDEM mandát zastupitele Moravskoslezského kraje, ale neuspěl. Strana se do krajského zastupitelstva se ziskem 2,67 % hlasů vůbec nedostala.